# Janville (Calvados)
Janville é uma comuna francesa na região administrativa da Normandia, no departamento Calvados. Estende-se por uma área de 4,46 km². Em 2010 a comuna tinha 381 habitantes (densidade: 85,4 hab./km²).